# 浦和レッズマガジン
浦和レッズマガジン（うらわレッズマガジン）は、かつてフロムワンが発行し朝日新聞出版より発売されていた浦和レッドダイヤモンズの公式マガジン（雑誌）である。
2006年3月創刊（2010年1月号まではアスペクトが発売）。2014年6月号までは月刊誌（毎月12日発売）であったが、2014年8月号からはJリーグサッカーキング（フロムワン発行、朝日新聞出版発売）の増刊扱いとなり、以後不定期刊となっていた。

## 概要
発行者のフロムワンは日本や欧州のサッカー情報雑誌を多く発行し、豊富な人脈やチーム・選手情報を内部に蓄積している。この「浦和レッズマガジン」でもこれを生かし、現在浦和レッズに在籍している選手や監督へのインタビュー（逆に元選手の福永泰や水内猛は定期連載中）、あるいは現在日本国外に在住している元浦和レッズ所属選手などのインタビューや浦和レッドダイヤモンズ・レディース情報の掲載、さらに海外サッカー情報の紹介などを積極的に行っている。もちろん、その中軸にあるのは浦和レッズというスタンスを堅守している。
また、大型の版形を生かし、試合中の写真を大判で多く掲載して、視覚面でのアピールにも成功している。一般の雑誌・書籍と同様の流通ルートに乗せられるため、浦和レッズの本拠地がある埼玉県以外でも比較的入手が容易である。その一方、月刊という出版時期の固定化と全国流通の実現は締切時期の設定で不利に働き、1992年から浦和レッズの主催公式戦に合わせて発行され、現在は浦和レッズ自身が製作する「浦和レッドダイヤモンズ・オフィシャル・マッチデー・プログラム」(MDP)よりも情報が古くなる場合がある。MDPのような試合会場内部での販売が認められない点もあるが、フロムワンでは試合開催時の埼玉スタジアム2002広場での販売などの営業努力を行っている。浦和レッズを扱う雑誌としては2007年3月創刊の「浦和フットボール通信」もあるが、無料でタウン情報誌の性格も帯びている同誌と有料でサッカー情報に特化している「浦和レッズマガジン」とは明確な性格の違いが見られる。
2008年3月からは、同誌の公式サイトがライブドア社のスポーツ総合サイト、「livedoorスポーツ」内に移り、掲載記事の一部や取材陣のエッセーなどが読めるようになった。2010年2月以降は朝日新聞出版発売となったため、全国の主要な書店やレッズ公認ショップでの店頭販売以外にも、朝日新聞専売店「ASA」での宅配も可能となった。不定期刊となった2014年8月号以降は、発売日を浦和レッズのホームゲームのある日に合わせている。

## 歴史
|              | 発売日         | 備考                       |
| ------------ | -------------- | -------------------------- |
| 2014年8月号  | 2014年7月19日  | 対新潟アルビレックス戦     |
| 2014年9月号  | 2014年8月16日  | 対サンフレッチェ広島戦     |
| 2014年10月号 | 2014年9月20日  | 対柏レイソル戦             |
| 2014年11月号 | 2014年10月22日 | 対ヴァンフォーレ甲府戦     |
| 2014年12月号 | 2014年11月22日 | 対ガンバ大阪戦             |
| 2015年1月号  | 2014年12月6日  | 対名古屋グランパスエイト戦 |
| 2015年3月号  | 2015年2月12日  | （2015浦和レッズ選手名鑑） |
| 2015年4月号  | 2015年3月14日  | 対モンテディオ山形戦       |
| 2015年5月号  | 2015年4月18日  | 対横浜F・マリノス戦        |
| 2015年6月号  | 2015年5月16日  | 対FC東京戦                 |